# Lippern (Oberhausen)
Lippern ist der Name einer ehemaligen Bauerschaft im westlichen Ruhrgebiet.

## Geschichte
Lippern, dessen Ortsname sich bin ins Mittelalter zurückverfolgen lässt, entstand auf einem schmalen Streifen Kulturland zwischen der Emscher im Norden und der Lipper Heide im Süden. Diese war ein etwa 24 km2 großes, weitgehend siedlungsleeres Heidegebiet, das sich zwischen Meiderich im Westen und Borbeck im Osten erstreckte. 
Lippern, das lange Zeit unter Hoheit des Stiftes Essen stand und wo 1791 die Hütte Neu-Essen errichtet wurde, kam 1815 zu Preußen und gehörte nun zur Bürgermeisterei Borbeck. 1861/62 wurde es aus dieser herausgelöst und bildete mit der westlich angrenzenden Bauerschaft Lirich sowie Teilen von Meiderich, Alstaden, Styrum und Dümpten die neu gegründete Gemeinde Oberhausen. 
Während Lirich noch heute einen Stadtteil von Oberhausen darstellt, ist Lippern, das seinerzeit aus nur 13 Höfen bestand, im Zuge der fortschreitenden Urbanisierung untergegangen. An die ländliche Vergangenheit erinnert heute die Straße Im Lipperfeld, um die sich ein Gewerbegebiet am Südrand der Neuen Mitte Oberhausens gruppiert.